# Polyplectropus buchwaldi
Polyplectropus buchwaldi är en nattsländeart som först beskrevs av Georg Ulmer 1911.  Polyplectropus buchwaldi ingår i släktet Polyplectropus och familjen fångstnätnattsländor. Inga underarter finns listade i Catalogue of Life.